# 紳寶9-2X
紳寶9-2X是紳寶汽車於2000年中期銷售的車款，乃以斯巴鲁Impreza為基礎修改車體、懸吊及內裝，並且在日本群馬縣富士重工業的工廠生產。正因為如此，在銷售前就有「Saabaru」的綽號。
9-2X只有五門旅行車型，且紳寶汽車計畫以限量提供。從2004年7月開始於北美洲銷售2005年式的紳寶9-2X。起初銷售成績並不如預期，頭兩個月只銷售了410輛。但是經過一連串的促銷，單是2005年5月一整個月的銷售額便超過前四個月。在2005年斯巴鲁汽車脫離通用汽車公司後，此一車型也於2005年宣告停產，此車款結束於2006年式。
2000年至2010年之間紳寶汽車是通用汽車公司旗下的全資子公司，通用汽車在規劃紳寶9-2X時佔有富士重工業（斯巴鲁汽車之母公司）20%的股份。但是在2005年10月，通用汽車公司打算將出售8.4%的股份給丰田汽車並將其餘的11.4%股票讓富士重工業買回，9-2X便成為通用汽車與富士重工業最後的作品。該車款總共生產並銷售了10,346輛，2005年式以8,514輛佔了絕大部分。9-2X在紳寶的品牌愛好者中並不受到歡迎，不過不管他們喜歡與否，9-2X還是於2005年銷售了8千輛車，並且贏得了IIHS的最高安全獎項。

## 內部連結
- 速霸陸Impreza